# Astragalus zubairensis
Astragalus zubairensis är en ärtväxtart som beskrevs av Alexander Eig. Astragalus zubairensis ingår i släktet vedlar, och familjen ärtväxter. Inga underarter finns listade i Catalogue of Life.